# Lyons hypotese
 Denne artikel bør gennemlæses af en person med fagkendskab for at sikre den faglige korrekthed.

Lyons hypotese eller X-inaktiveringsteorien er en teori fremsat af Mary Frances Lyon, der beskriver, at kun det ene af en kvindes to X-kromosomer, er aktivt. 
Kvinder har to X-kromosomer. Såfremt begge X-kromosomer var aktive hos kvinden, ville det medføre dobbeltproduktion af de samme proteiner. Derfor inaktiveres det ene X-kromosom omkring 16 dage efter befrugtningen. Inaktiveringen foregår helt tilfældigt og tager ikke hensyn til om X-kromosomet er af paternel (fra faderen) eller maternel (fra moderen) oprindelse, og derfor vil gennemsnitligt 50% af cellerne udtrykke det ene X-kromosom og 50% det andet. Teorien forklarer hvorfor nogle områder af en kvindes krop vil kunne udvise tegn på en given X-bunden sygdom, hvorimod andre områder vil være normale. Rent fænotypisk kan man se det ved tilstande som fx albinisme, Duchennes muskeldystrofi og hæmofili; ved fx albinisme vil kun områder af kvindens krop mangle pigmentering.